# Salesforce Transit Center
Das Salesforce Transit Center ist ein 2018 eröffneter Busbahnhof im Zentrum von San Francisco südlich der Mission Street von der Second Street bis zur Beale Street. Während der Planungs- und Bauphase wurde die Station als Transbay Transit Center bezeichnet, bis am 7. Juli 2017 bekanntgegeben wurde, dass das Unternehmen Salesforce die Namensrechte erworben hat.
Die Station ersetzt das Transbay Terminal, das beim Loma-Prieta-Erdbeben 1989 strukturelle Schäden erlitten hatte.
Langfristig soll das Transit Center auch einen Bahnanschluss erhalten. Nach Fertigstellung des 1,3 Meilen langen Tunnels des Downtown Extension Projects werden Züge von Caltrain und des California High-Speed Rail Projects von der bisherigen Endstation an der 4th and King Street in das Salesforce Transit Center geführt.
Am 11. August 2010 fand der erste Spatenstich im Beisein des Verkehrsministers Ray LaHood, der Sprecherin des Repräsentantenhauses Nancy Pelosi, der Senatorin Barbara Boxer und des Bürgermeisters Gavin Newsom statt.

## Projekt-Bestandteile
Das Projekt umfasst drei Elemente: den Bau des Transit Center, die Verlängerung des Caltrain über die 4th und King hinaus, und die Entwicklung der benachbarten Umgebung mit Büros, Wohnungen und Hotels. Dazu gehört auch der 219 ha große öffentliche City Park, vergleichbar mit dem High Line Park in Manhattan. Der Park wurde entworfen von PWP Landscape Architecture und beinhaltet unter anderem 600 Bäume und 16000 Pflanzen in 13 verschiedenen klimatischen Bereichen, sowie 247 Wasserfontänen die durch einfahrende Busse auf der daruntergelegenen Etage ausgelöst werden.
Die Ebenen von oben nach unten:
- Dachgarten City Park
- 2. OG: Bus-Ebene[9] mit direkter Verbindung zur Bay Bridge: Busse aus der East Bay erreichen das Transit Center ohne durch die Straßen von San Francisco zu müssen.
- 1. OG: Verkehrsfläche für Passagiere und Besucher, Verwaltung und Einkaufsflächen.[10]
- EG: Haupthalle; Fahrkartenverkauf.[11]
- 1. UG: Fahrkartenverkauf, Wartebereiche und Fahrradparkflächen.[12]
- Geplantes 2. UG: Bahnhof; drei Passagier-Bahnsteige mit 6 Gleisen für den Caltrain und die geplante California High-Speed Rail.[13]

Das Muster der Fassade leitet sich von Penrose-Parkettierung ab.

## Ansichten

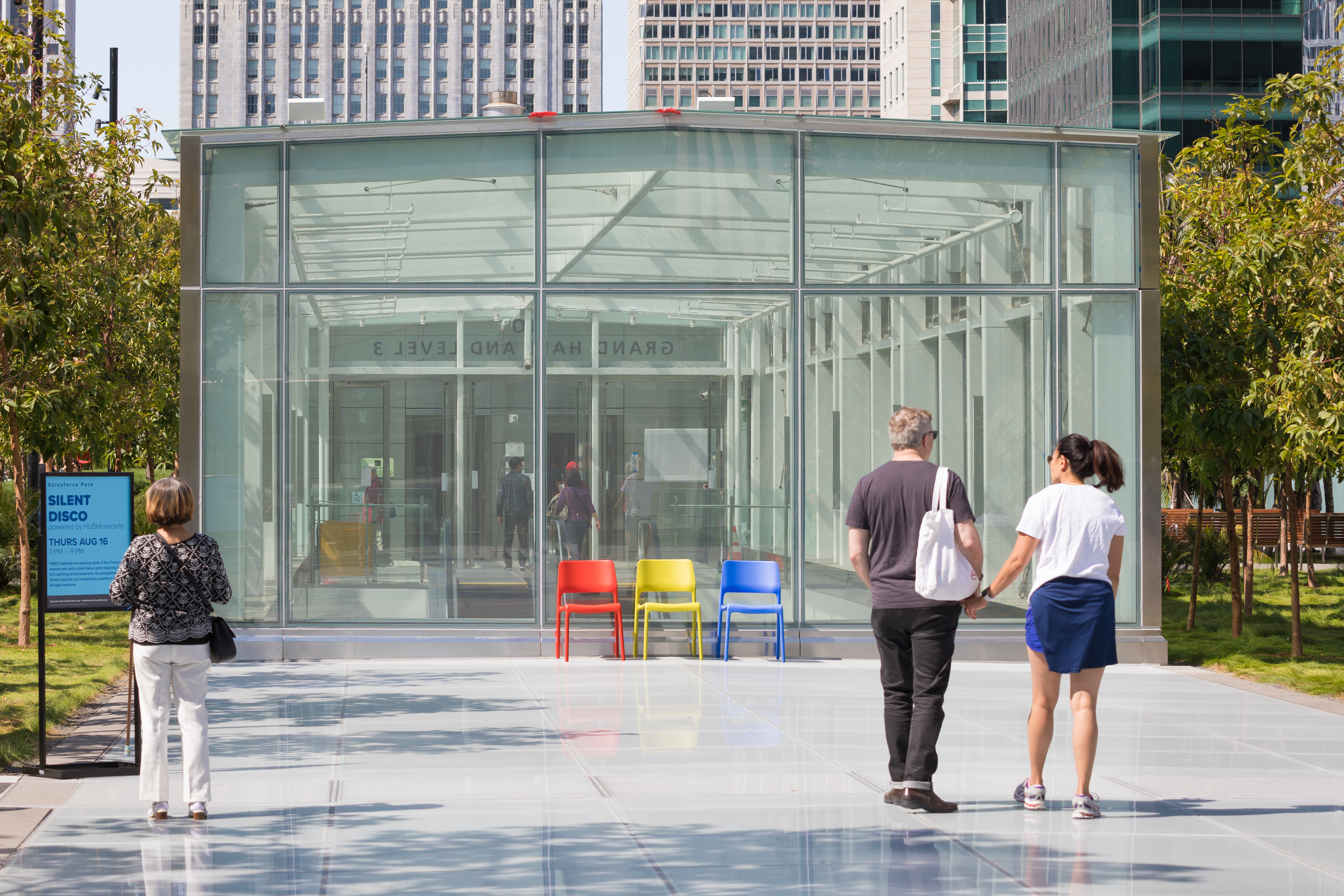
Erste Besucher im City Park am 12. August 2018, dem Tag nach der Eröffnung
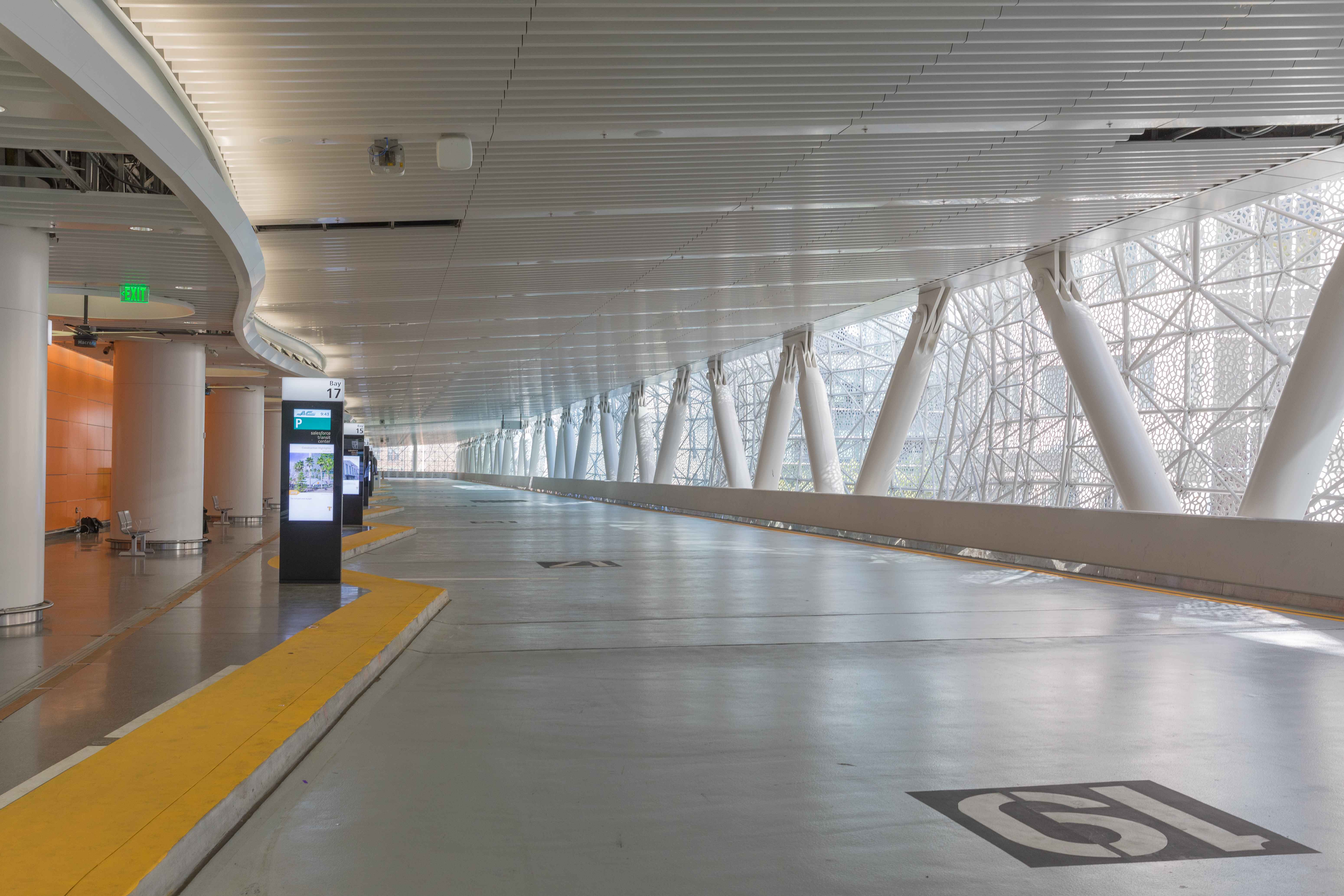
Bushaltestellen im Zweiten Obergeschoss
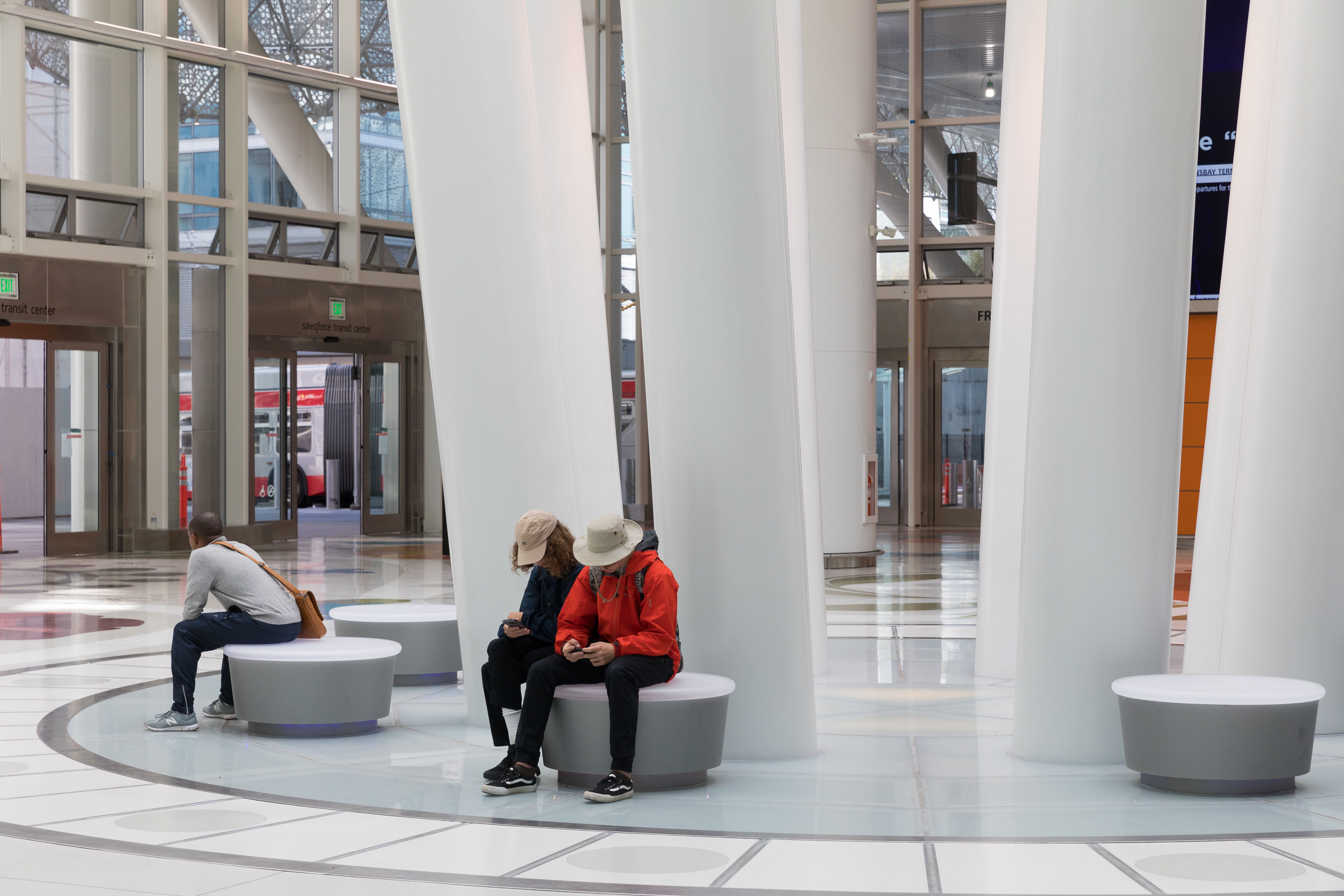
Wartende Reisende in der Haupthalle
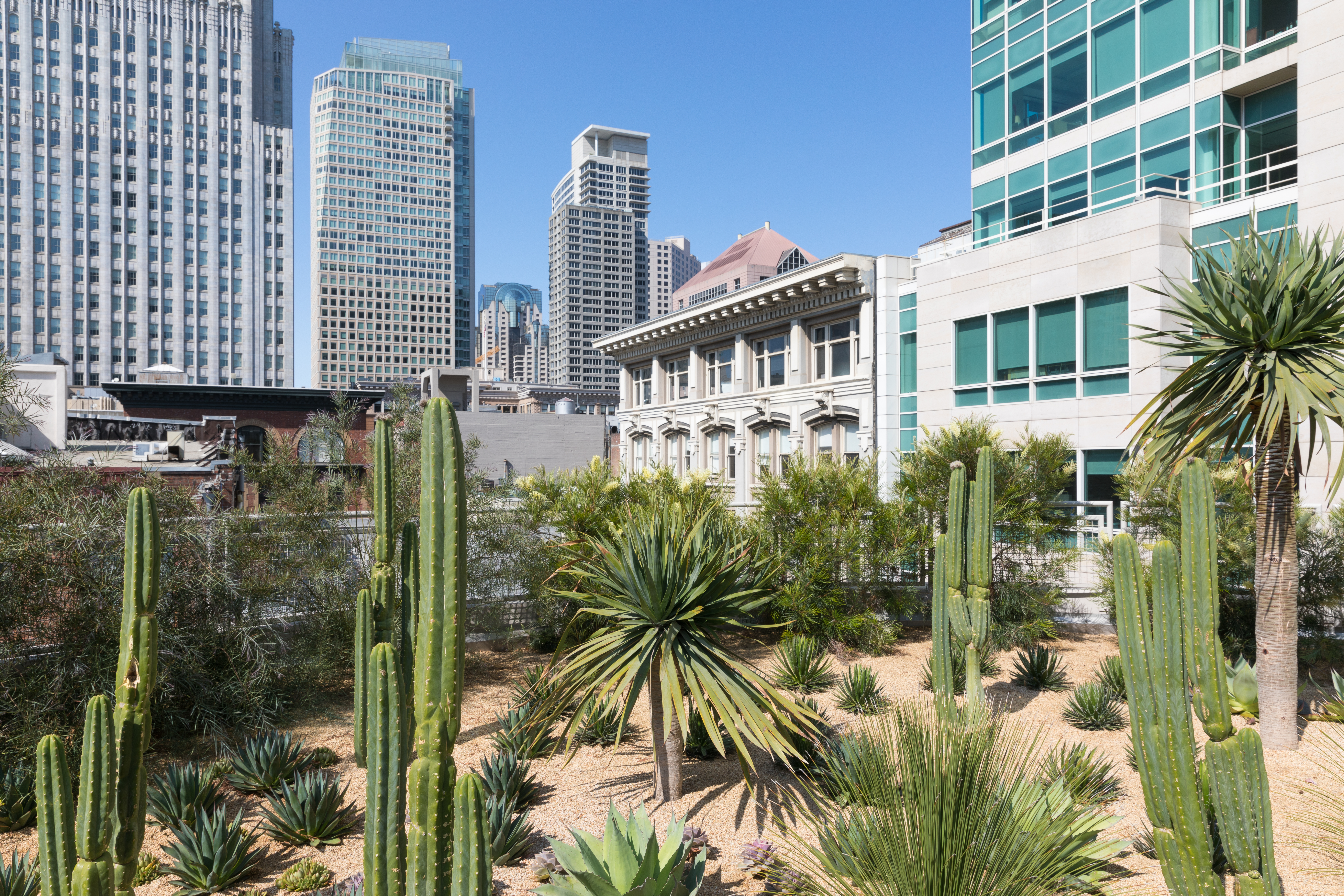
Kakteengarten im City Park
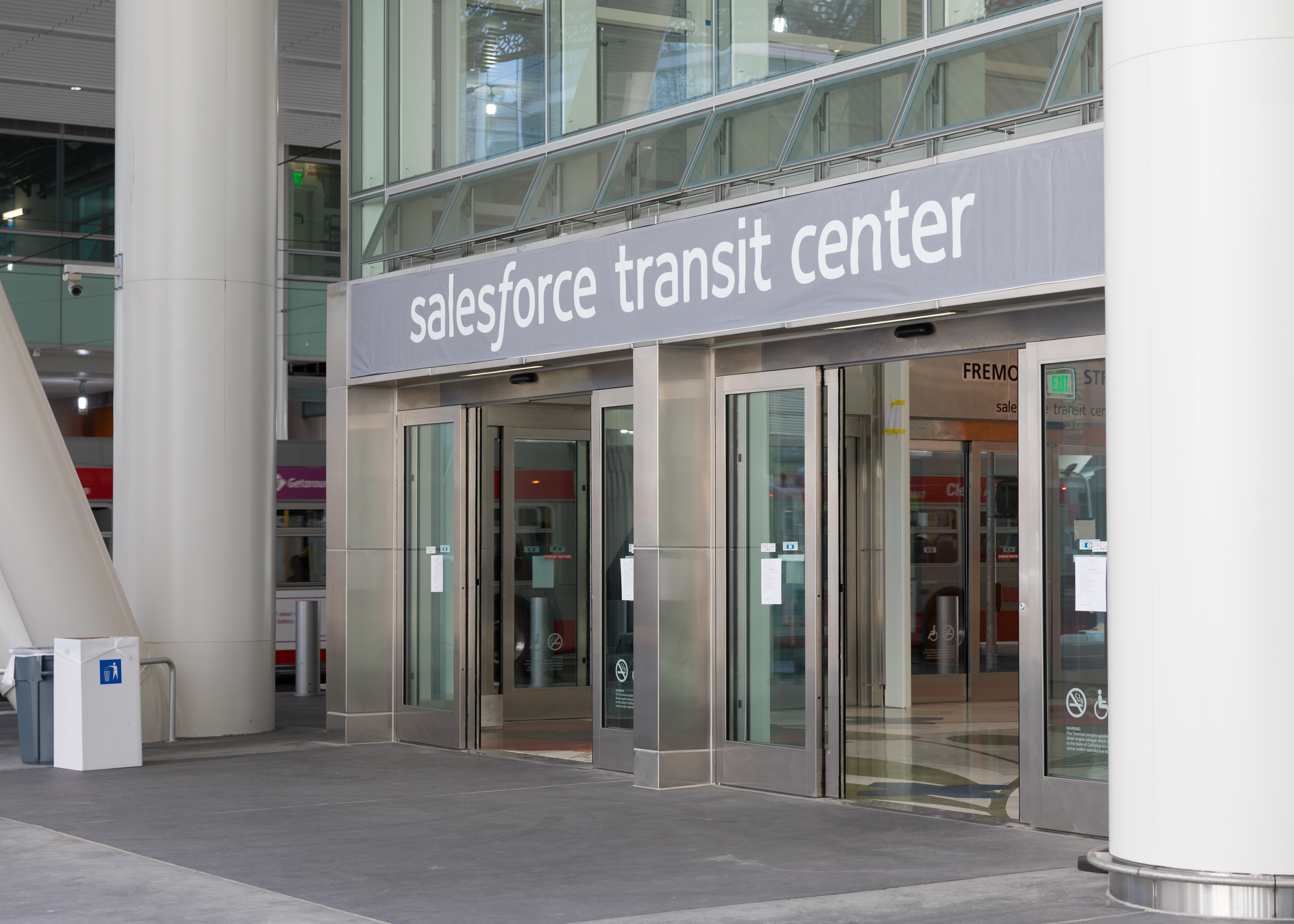
Westlicher Eingang zur Haupthalle
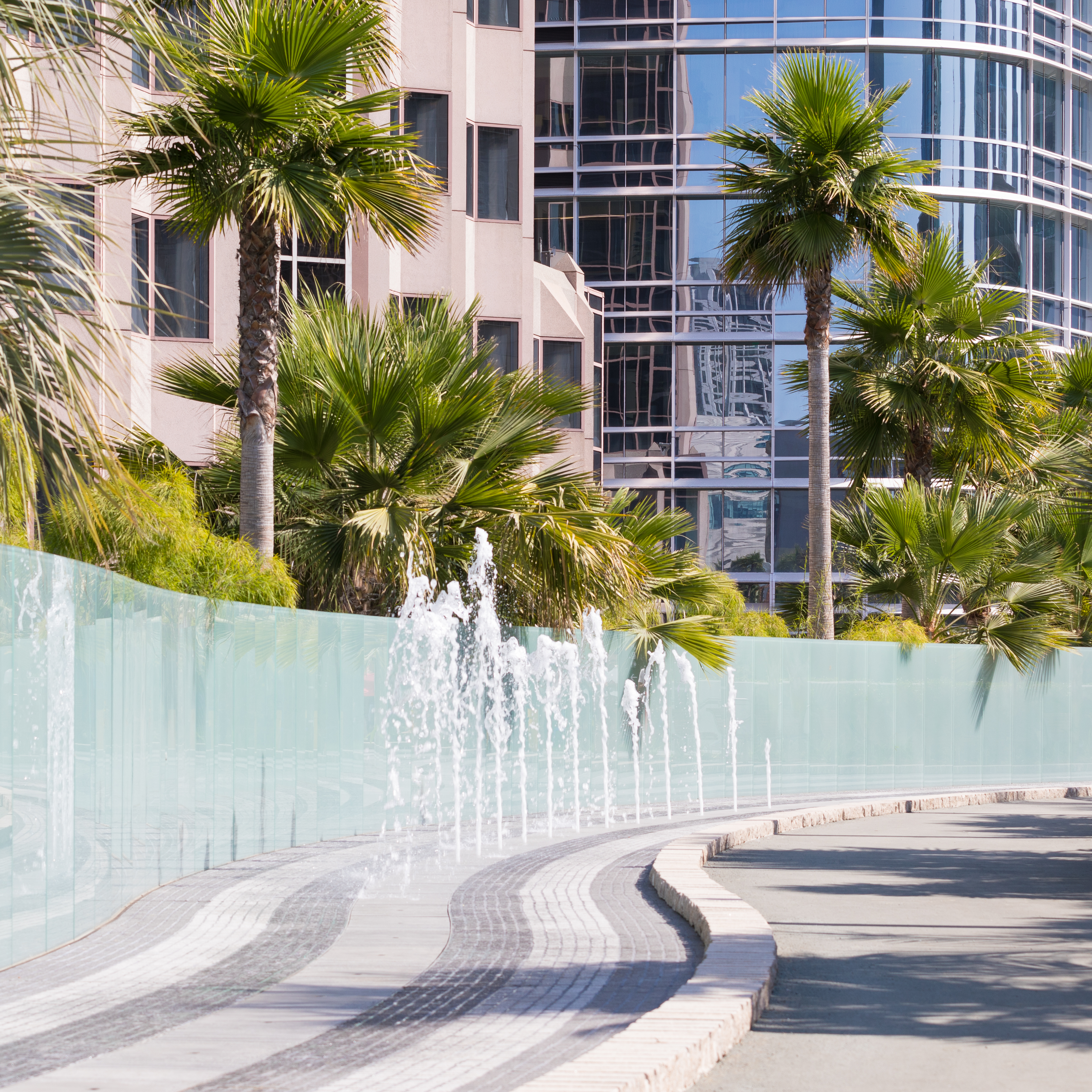
Wasserfontänen im City Park zeigen das Einlaufen eines Busses im darunterliegenden Geschoss an
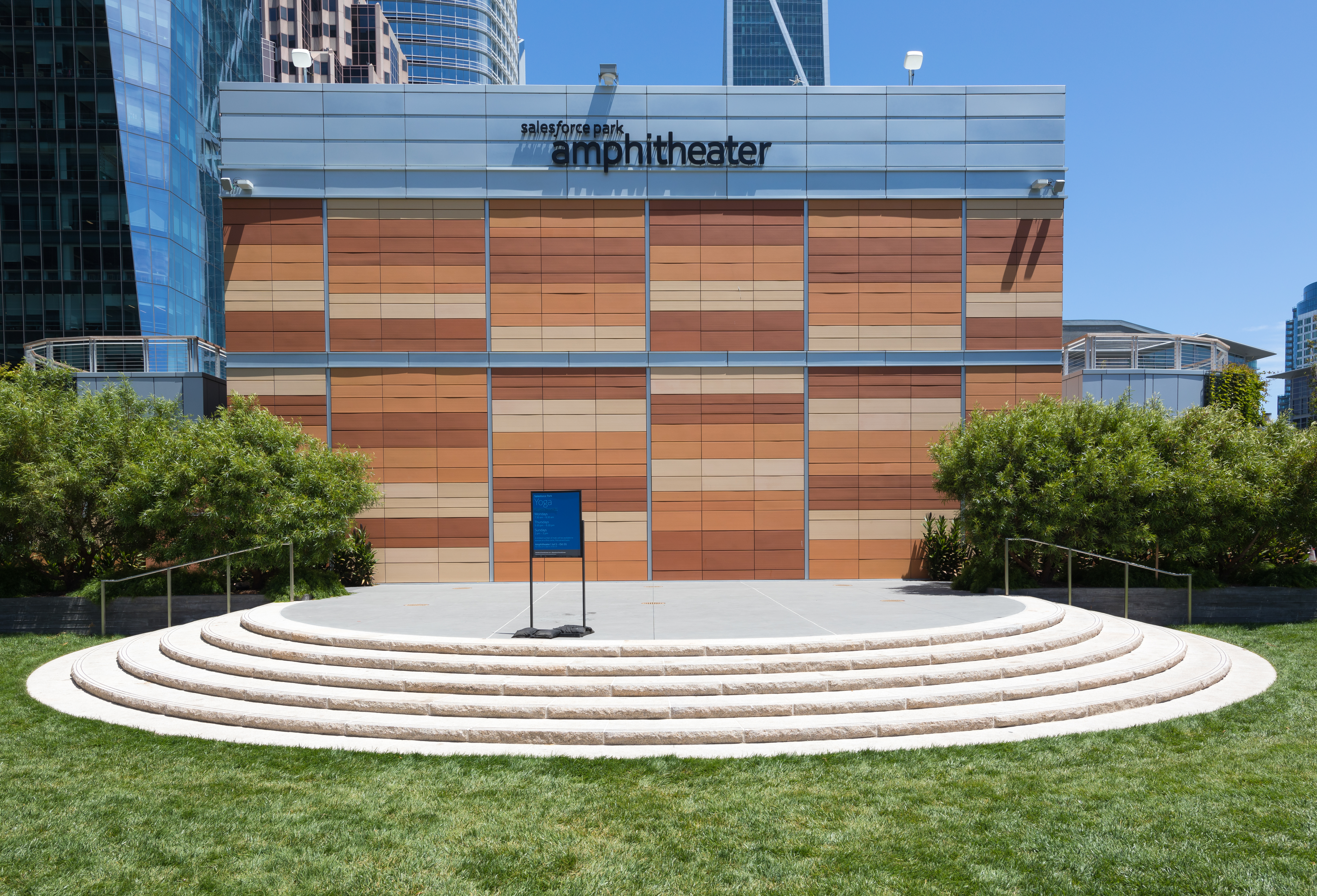
Amphitheater im City Park